# Estació espacial Tiangong

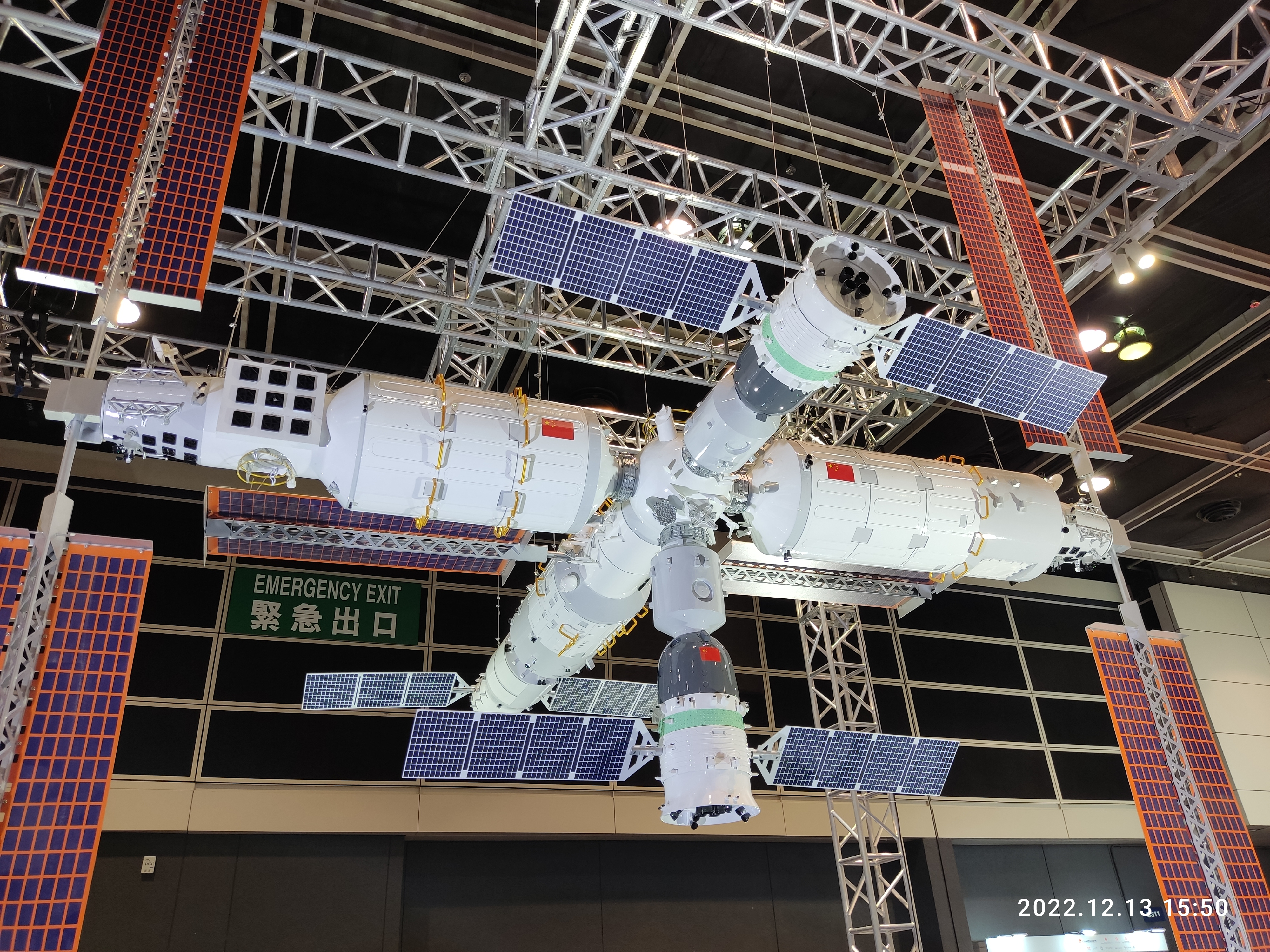
Una maqueta de la Tiangong exhibida a Hong Kong el 2022

Tiangong (literalment 'Palau celestial'), oficialment Estació espacial Tiangong,  és una estació orbital permanentment tripulada, situada en l'òrbita baixa de la Terra a una altitud entre 340 i 450 km sobre la superfície. És la tercera estació espacial de l'Administració Espacial Nacional de la Xina (CNSA), però la primera de llarga durada de la Xina, i amb un disseny modular. Forma part del programa Tiangong. L'estació té un volum pressuritzat d'uns 340 metres cúbics, lleugerament per sobre d'una tercera part del que té l'Estació Espacial Internacional. L'estació espacial té com a objectiu principal oferir oportunitats per fer experiments a l'espai exterior i una plataforma amb capacitat per construir innovació tecnològica i científica.
La construcció de l'estació es basa en l'experiència adquirida amb les seves precursores, Tiangong 1  i Tiangong 2. El primer mòdul, el mòdul central Tianhe ("L'Harmonia dels Cels"), es va llançar el 29 d'abril de 2021. Això va ser seguit de múltiples missions amb i sense tripulació i del llançament el 2022 de dos mòduls de laboratori que s'uniren al mòdul central. El primer laboratori, Wentian ("La Recerca dels Cels"), fou llançat el 24 de juliol de 2022; el segon, Mengtian ("El Somni dels Cels"), fou llançat el 31 d'octubre de 2022.

## Propòsit de la missió
D'acord amb l'Agència Xinesa de Viatges Tripulats a l'Espai, que és la que opera l'estació espacial, el propòsit de la missió Tiangong és desenvolupar i guanyar experiència en la tecnologia sobre trobades espacials, operacions humanes en òrbita, navegació autònoma de l'estació espacial a llarg termini, tecnologia regenerativa de suport a la vida i tecnologia de càrrega i subministrament autònom de combustible.
També servirà com a plataforma per a la propera generació de vehicles de transport a l'òrbita, per aplicacions pràctiques i científiques a gran escala a l'òrbita, i per tecnologies de futur que serveixin per a l'exploració de l'espai profond. Aquesta Agència espera que el sector privat col·labori amb activitats comercials que introdueixin innovacions cost-efectives en la indústria aeroespacial. També està considerant d'incloure el turisme espacial a l'estació espacial.

## Estructura

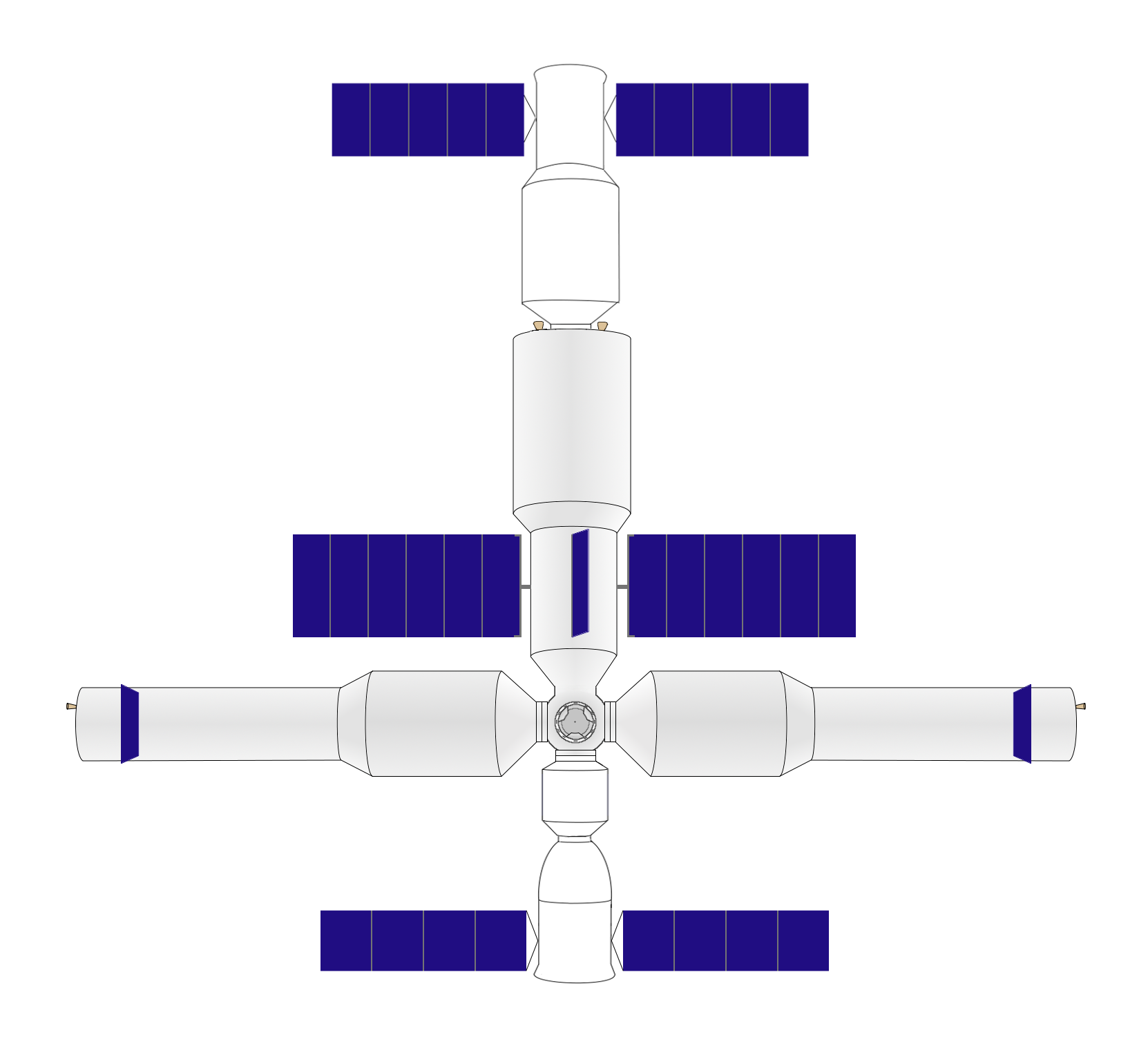
Concepte primerenc en forma de T de l'estació espacial Tiangong

Tiangong és una estació espacial modular de tercera generació. Les estacions de primera generació, com Salyut, Almaz i Skylab eren estacions d'una sola peça i no estaven dissenyades per al reproveïment. Les de segona generació, Salyut 6 i 7 i Tiangong 1 i 2, van ser dissenyades per al reproveïment a meitat de la missió. Estacions de la tercera generació com la Mir, l'Estació Espacial Internacional i aquesta són estacions espacials modulars, posades en òrbita a partir de peces llançades per separat. Els mètodes de disseny modular poden millorar considerablement la fiabilitat, reduir els costos, escurçar el cicle de desenvolupament i complir amb els requisits de tasques diversificades.
La configuració inicial a finals de 2022 consistí en tres mòduls: Tianhe, Wentian i Mengtian. Però a l'octubre de 2023, la Xina va anunciar plans per expandir l'estació fins a sis mòduls.

### Mòduls en funcionament

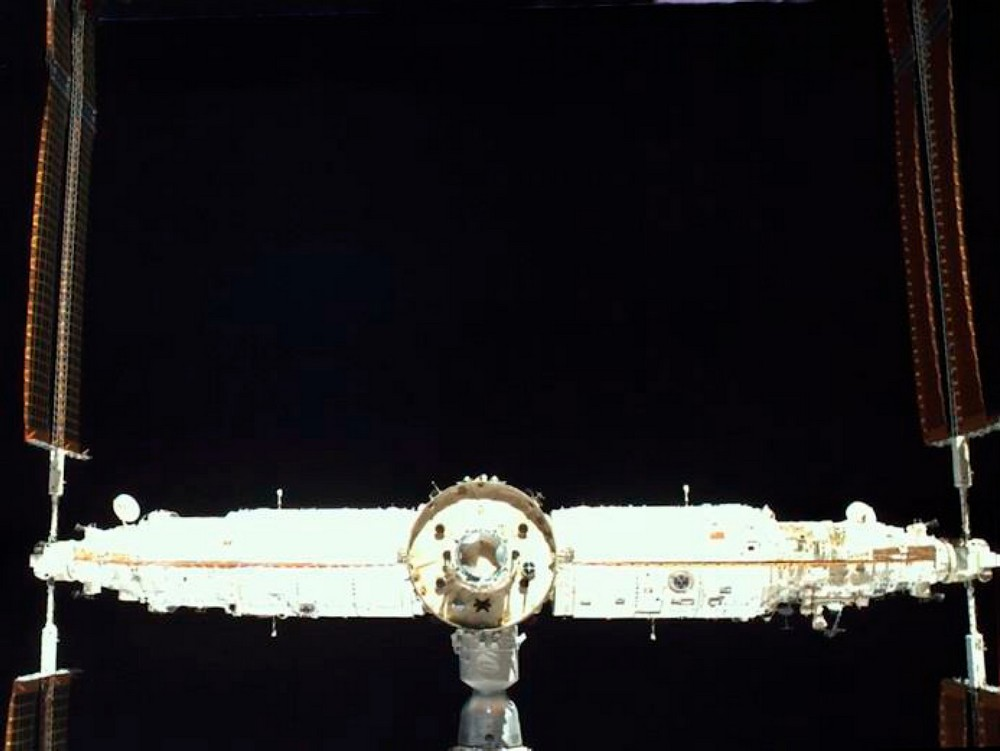
Visió des del darrere de l'Estació espacial Tiangong, presa per una nau de càrrega abans de l'acoblament.

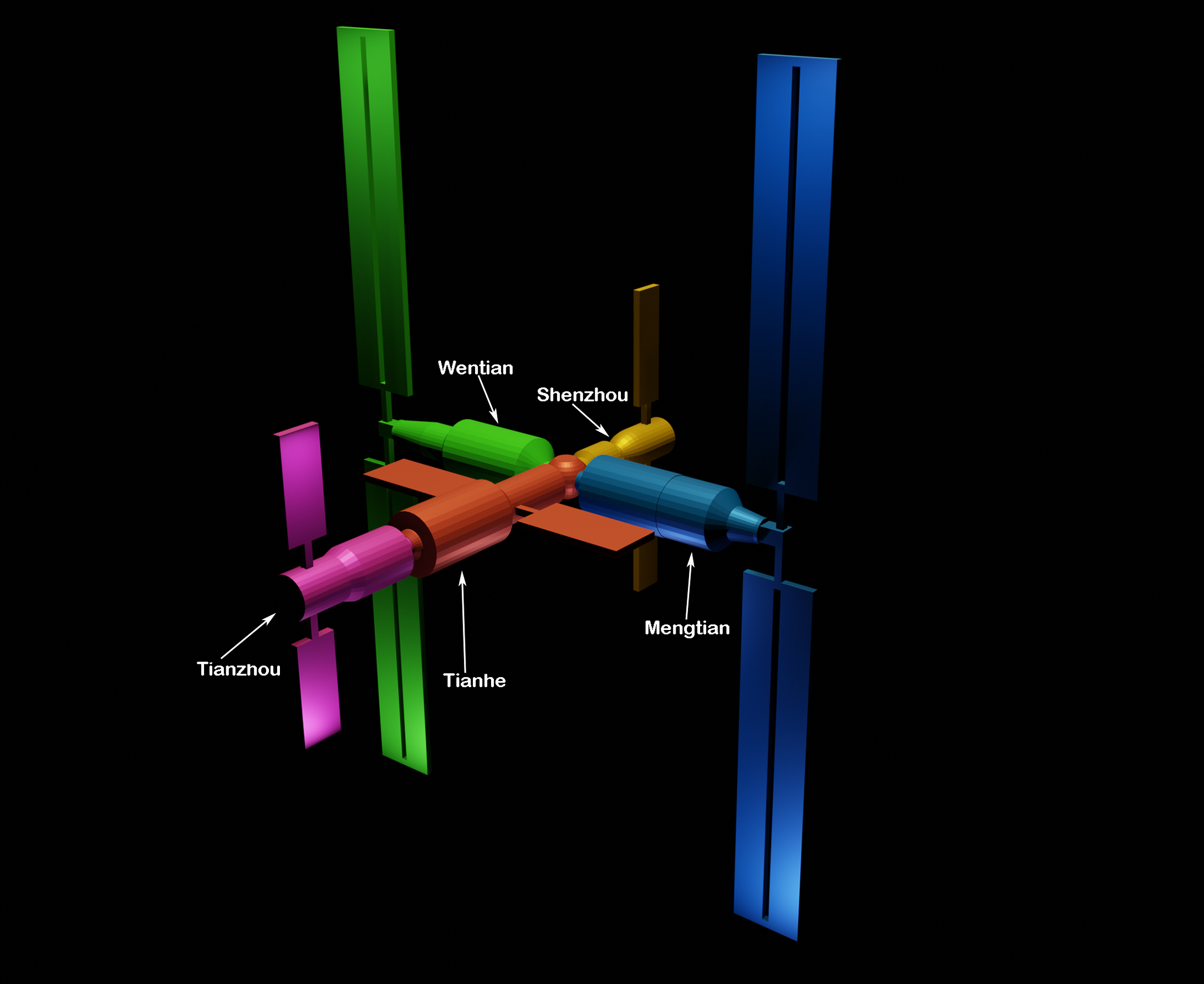
Imatge d'ordinador dels mòduls que planeja allotjar l'estació Tiangong.

L'element base de l'estació, Tianhe, proporciona suport vital i habitatges per a tres membres de la tripulació, i proveeix de navegació i control de l'orientació per a l'estació. El mòdul també proporciona els sistemes d'alimentació, propulsió i suport vital de l'estació. El mòdul consta de tres seccions, habitatges, secció de servei i un centre d'acoblament. Les habitacions contenen una cuina i un bany, equips de control d'incendis, equips de processament i control atmosfèrics, computadores, aparells científics, equips de comunicacions per a veure i escoltar el control terrestre a Pequín i altres equips.
El primer dels dos mòduls de cabina de laboratori, Wentian, proporciona control addicional d'aviònica, propulsió i orientació de navegació, així com també sistemes de suport vital per al mòdul central. També compta amb una cabina de tancament d'aire independent per donar servei el punt principal d'entrada i sortida de les activitats extravehiculars. Per a la càrrega científica, està equipat amb múltiples bastidors de ciència interns i 22 adaptadors de càrrega útil a l'exterior per fer diversos tipus d'experiments. A més de l'equip científic, el mòdul conté tres habitacions addicionals dissenyades per estades de curta durada, que són utilitzades durant la rotació de les tripulacions.
El segon laboratori, Mengtian, està equipat amb capacitat expandida per fer experiments en òrbita.  El mòdul està dividit en múltiples seccions, que inclouen: una àrea de treball pressuritzat per a la tripulació; la secció de càrrega no pressuritzada; el mecanisme d'alliberament en òrbita/esclusa de càrrega; i també la secció del mòdul de control que inclou adaptadors d'experimentació externs, una antena de comunicació i dos panells solars. En total, porta 13 bastidors experimentals i 37 adaptadors de càrrega útil externs.
Tots dos mòduls de laboratori proporcionen un entorn pressuritzat perquè els investigadors realitzin experiments científics en caiguda lliure o microgravetat que no podrien realitzar-se en la Terra durant més d'uns pocs minuts. Els experiments també es poden col·locar a l'exterior dels mòduls per a l'exposició a l'entorn espacial, els raigs còsmics, el buit i els vents solars.
En general, Wentian prioritza les ciències de la vida, mentre que Mengtian se centra en experiments en microgravetat.

### Previsions d'expansió

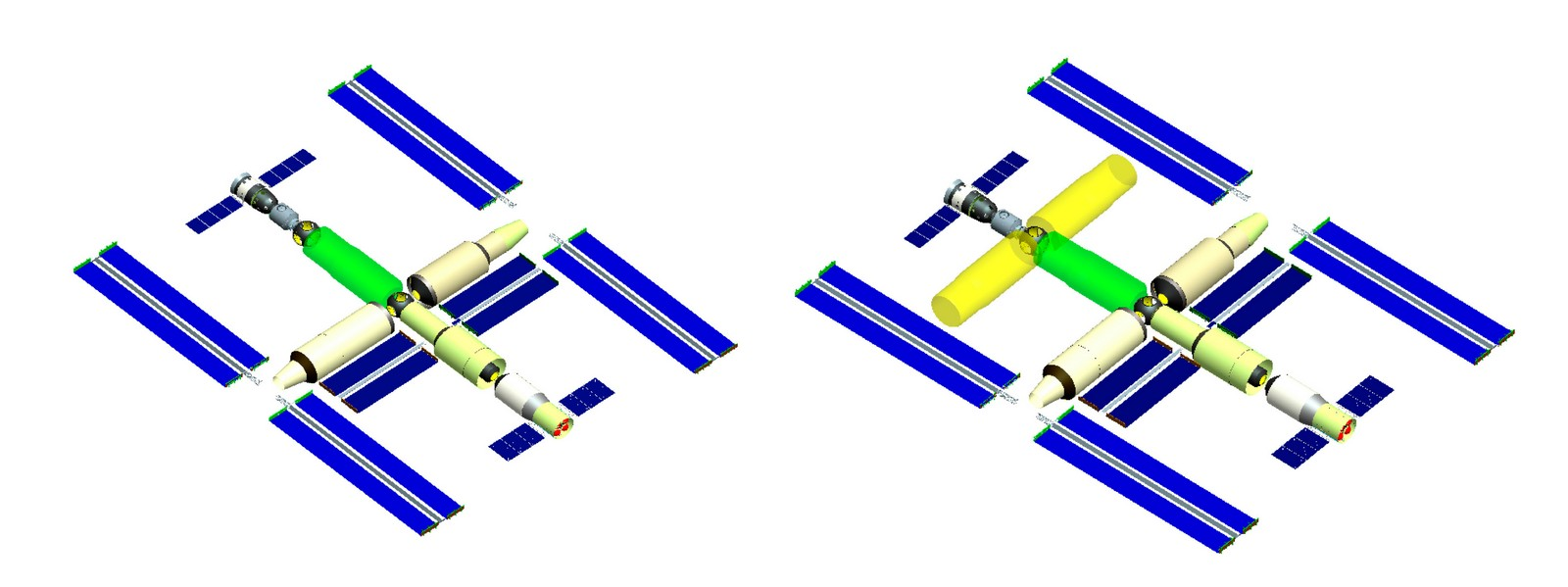
Possible futura expansió de l'estació espacial Tiangong

L'octubre de 2023 l'Acadèmia Xinesa de Tecnologia Espacial, va presentar un nou pla per expandir Tiangong fins a 6 mòduls, amb una vida operativa d'almenys 15 anys.
 Com a base de l'expansió està previst un mòdul multifuncional amb 6 ports d'acoblament. Noves seccions inclourien impressores 3D, robots, braços robòtics millorats, i sistemes d'observació, detecció i alerta de deixalles espacials.
El 2026 està previst llançar el telescopi espacial Xuntian.